# Segbana (arrondissement)
Segbana est un arrondissement du département de l'Alibori au Bénin.

## Géographie
Segbana est une division administrative sous la juridiction de la commune de Segbana,.

## Population
Selon le Recensement Générale de la Population et de l'Habitation(RGPH4) de Institut National de Statistique et de l'Analyse Économique(INSAE) au Bénin de 2013 la population de Segbana corresponds à:
| Indicateur           | 2013  |
| -------------------- | ----- |
| Nombre de ménages    | 3359  |
| Population féminine  | 13201 |
| Population masculine | 13239 |
| Population totale    | 26440 |